# Oleria diazi
Oleria diazi är en fjärilsart som beskrevs av De la Maza och Lamas 1978. Oleria diazi ingår i släktet Oleria och familjen praktfjärilar. Inga underarter finns listade i Catalogue of Life.